# Chèo thuyền tại Đại hội Thể thao Đông Nam Á 2013
Chèo thuyền tại Đại hội Thể thao Đông Nam Á năm 2013 diễn ra từ ngày 14 đến 17 tháng 12 năm 2013 tại đập Ngalaik (Ngalike Dam), thành phố Naypyidaw, Myanmar, quy tụ các vận động viên đến từ Indonesia, Malaysia, Philippines, Singapore, Thái Lan, Myanmar và Việt Nam thi đấu ở tổng cộng 9 nội dung theo tiêu chuẩn quốc tế gồm đơn, đôi, bốn, tám người – cả ở hạng cân thường và hạng nhẹ.
Indonesia khẳng định vị thế thống lĩnh khi trở thành đội dẫn đầu toàn đoàn với 5 huy chương vàng trong số 9 bộ huy chương. Việt Nam xếp thứ hai chung cuộc với 1 huy chương vàng, 3 huy chương bạc và 2 huy chương đồng

## Bảng huy chương
| Hạng               | Đoàn               | Vàng | Bạc | Đồng | Tổng số |
| ------------------ | ------------------ | ---- | --- | ---- | ------- |
| 1                  | Indonesia          | 5    | 1   | 3    | 9       |
| 2                  | Việt Nam           | 1    | 3   | 2    | 6       |
| 3                  | Myanmar            | 1    | 2   | 2    | 5       |
| 4                  | Philippines        | 1    | 2   | 0    | 3       |
| 5                  | Singapore          | 1    | 0   | 0    | 1       |
| 6                  | Thái Lan           | 0    | 1   | 2    | 3       |
| Tổng số (6 đơn vị) | Tổng số (6 đơn vị) | 9    | 9   | 9    | 27      |

## Tóm tắt kết quả

### Nam
| Nội dung                                   | Vàng | Bạc | Đồng |
| ------------------------------------------ | --- | --- | --- |
| Thuyền đơn                                 | Nestor Cordova · Philippines | Aung Ko Min · Myanmar | Memo · Indonesia |
| Thuyền đôi                                 | Indonesia · Muhad Yakin · Ihram | Philippines · Benjamin Tolentino · Edgar Ilas | Thái Lan · Porntawat Inlee · Sajja Heamhern |
| Thuyền tám có người cầm lái                | Indonesia · Jamaluddin · Iswandi · Agus Budi Aji · Anang Mulyana · Edwin Ginanjar Rudiana · Mochamad Ali Darta Lakiki · Muhad Yakin · Ihram · Jarudin | Thái Lan · Channarong Pholkaew · Panupan Paisanwan · Yothin Kritkangnok · Poonlap Maigerd · Chaichana Thakum · Somporn Mueangkhot · Sangpomcharee Nuttapong · Jaruwat Saensuk · Srichai Weerawat | Việt Nam · Nguyễn Văn Sơn · Nguyễn Văn Chương · Đặng Minh Huy · Đặng Văn Tuấn · Trần Đăng Dũng · Nguyễn Văn Thuỳ · Phạm Minh Chính · Nguyễn Văn Linh · Nguyễn Văn Bình |
| Thuyền đôi hạng nhẹ                        | Indonesia · Arief · Thomas Hallatu | Philippines · Roque Abala · Alvin Amposta | Việt Nam · Đường Thanh Bình · Nguyễn Đình Huy |
| Thuyền bốn hạng nhẹ không có người cầm lái | Indonesia · Jamaluddin · Mochamad Ali Darta Lakiki · Arief · Thomas Hallatu                                                                           | Việt Nam · Đường Thanh Bình · Nguyễn Đình Huy · Phạm Minh Chính · Nguyễn Văn Linh | Thái Lan · Channarong Pholkaew · Somporn Mueangkhot · Yothin Kritkangnok · Jaruwat Saensuk                                                                             |

### Nữ
| Nội dung                                   | Vàng                                                         | Bạc                                                                       | Đồng                                                          |
| ------------------------------------------ | ------------------------------------------------------------ | ------------------------------------------------------------------------- | ------------------------------------------------------------- |
| Thuyền đơn                                 | Saiyidah Aisyah · Singapore                                  | Maryam Makdalena Daimoi · Indonesia                                       | Shwe Zin Latt · Myanmar                                       |
| Thuyền đôi                                 | Indonesia · Wahyuni · Maryam Makdalena Daimoi                | Việt Nam · Phạm Thị Hài · Phạm Thị Thảo                                   | Myanmar · Than Than Nwe · Shwe Zin Latt                       |
| Thuyền đôi hạng nhẹ                        | Việt Nam · Lê Thị An · Trần Thị Sâm                          | Myanmar · Chaw Su · Ni Lar Win                                            | Indonesia · Susanti · Wa Ode Fitri Rahmanjani                 |
| Thuyền bốn hạng nhẹ không có người cầm lái | Myanmar · Chaw Su · Aye Thu Zar · Than Than Nwe · Ni Lar Win | Việt Nam · Bùi Thị Nhất · Nguyễn Thị Trinh · Trần Thị Sâm · Phạm Thị Thảo | Indonesia · Ratna · Yayah Rokayah · Syifa Lisdiana · Yuniarty |

## Kết quả chi tiết

### Nam

#### Thuyền đơn
Tất cả thời gian đều theo Giờ chuẩn Myanmar (UTC+06:30)
| Ngày                          | Giờ   | Vòng      |
| ----------------------------- | ----- | --------- |
| thứ Bảy, 14 tháng 12 năm 2013 | 10:00 | Sơ loại   |
| thứ Hai, 16 tháng 12 năm 2013 | 10:00 | Chung kết |

##### Vòng sơ loại
- Vòng loại: 1–6 → Chung kết (FA)

| Hạng | Vận động viên                | Thời gian | Ghi chú |
| ---- | ---------------------------- | --------- | ------- |
| 1    | Memo (INA)                   | 7:22.79   | FA      |
| 2    | Aung Ko Min (MYA)            | 7:31.05   | FA      |
| 3    | Nestor Cordova (PHI)         | 7:31.27   | FA      |
| 4    | Mohd Zulfadli Rozali (MAS)   | 7:50.35   | FA      |
| 5    | Theppibal Ruthtanaphol (THA) | 7:53.22   | FA      |
| 6    | Đặng Văn Tuấn (VIE)          | 7:56.89   | FA      |

##### Chung kết
| Hạng | Vận động viên                | Thời gian | Ghi chú |
| ---- | ---------------------------- | --------- | ------- |
| 1    | Nestor Cordova (PHI)         | 7:49.38   |         |
| 2    | Aung Ko Min (MYA)            | 7:49.68   |         |
| 3    | Memo (INA)                   | 8:03.61   |         |
| 4    | Theppibal Ruthtanaphol (THA) | 8:14.81   |         |
| 5    | Đặng Văn Tuấn (VIE)          | 8:26.97   |         |
| 6    | Mohd Zulfadli Rozali (MAS)   | 8:40.28   |         |

#### Thuyền đôi
Tất cả thời gian đều theo Giờ chuẩn Myanmar (UTC+06:30)
| Ngày                          | Giờ   | Vòng      |
| ----------------------------- | ----- | --------- |
| thứ Bảy, 14 tháng 12 năm 2013 | 10:30 | Vòng loại |
| thứ Hai, 16 tháng 12 năm 2013 | 11:00 | Chung kết |

##### Vòng sơ loại
- Vòng loại: 1–6 → Chung kết (FA)

| Hạng | Vận động viên                                                     | Thời gian | Ghi chú |
| ---- | ----------------------------------------------------------------- | --------- | ------- |
| 1    | Philippines (PHI) · Benjamin Jr Tolentino · Edgar Ilas            | 7:12.30   | FA      |
| 2    | Indonesia (INA) · Muhad Yakin · Ihram                             | 7:16.75   | FA      |
| 3    | Thái Lan (THA) · Porntawat Inlee · Rachan Niwaswong               | 7:26.57   | FA      |
| 4    | Myanmar (MYA) · Ye Lwin · Soe Nyi Nyi                             | 7:30.89   | FA      |
| 5    | Malaysia (MAS) · Muhammad Faris Abdullah · Muhammad Faiz Abdullah | 7:45.95   | FA      |

##### Chung kết
| Hạng | Vận động viên                                                     | Thời gian | Ghi chú |
| ---- | ----------------------------------------------------------------- | --------- | ------- |
| 1    | Indonesia (INA) · Muhad Yakin · Ihram                             | 7:07.42   |         |
| 2    | Philippines (PHI) · Benjamin Jr Tolentino · Edgar Ilas            | 7:08.86   |         |
| 3    | Thái Lan (THA) · Porntawat Inlee · Rachan Niwaswong               | 7:31.33   |         |
| 4    | Myanmar (MYA) · Ye Lwin · Soe Nyi Nyi                             | 7:43.82   |         |
| 5    | Malaysia (MAS) · Muhammad Faris Abdullah · Muhammad Faiz Abdullah | 8:03.99   |         |

#### Thuyền tám có người cầm lái
Tất cả thời gian đều theo Giờ chuẩn Myanmar (UTC+06:30)
| Ngày                           | Giờ   | Vòng      |
| ------------------------------ | ----- | --------- |
| chủ Nhật, 15 tháng 12 năm 2013 | 10:45 | Vòng loại |
| thứ Ba, 17 tháng 12 năm 2013   | 11:30 | Chung kết |

##### Vòng sơ loại
- Vòng loại: 1–6 → Chung kết (FA)

| Hạng | Vận động viên | Thời gian | Ghi chú |
| ---- | --- | --------- | ------- |
| 1    | Thái Lan (THA) · Channarong Pholkaew · Panupan Paisanwan · Yothin Kritkangnok · Poonlap Maigerd · Chaichana Thakum · Somporn Mueangkhot · Nuttapong Sangpomcharee · Jaruwat Saensuk · Weerawat Srichai                                | 6:06.50   | FA      |
| 2    | Myanmar (MYA) · Soe Nyi Nyi · Ye Lwin · Wai Yan Tun · Nay Lin Oo · Aung Myat Thu · Nay Myo Say · Aye Ko · Thet Naing Soe · Tin Maung Oo                                                                                               | 6:07.61   | FA      |
| 3    | Việt Nam (VIE) · Nguyễn Văn Sơn · Nguyễn Văn Chương · Đặng Minh Huy · Đặng Văn Tuấn · Trần Đăng Dũng · Nguyễn Văn Thuỳ · Phạm Minh Chính · Nguyễn Văn Linh · Nguyễn Văn Bình                                                          | 6:12.70   | FA      |
| 4    | Malaysia (MAS) · Muhammad Faris Abdullah · Muhammad Faiz Abdullah · Muhammad Nur Afiq Johari · Ahmad Huzaifah Ahmad Izuddin · Mohd Rizal Helmy Anuar · Muhammad Rasul Zahiri · Mazlie Daham · Muhammad Aiman Aziz · Mohd Harith Yahya | 6:14.78   | FA      |
| 5    | Indonesia (INA) · Jamaluddin Jamaluddin · Iswandi · Agus Budi Aji · Anang Mulyana · Edwin Ginanjarrudiana · Mochamad Alidartalakiki · Muhad Yakin · Ihram Ihram · Jarudin                                                             | 6:17.29   | FA      |

##### Chung kết
| Hạng | Vận động viên | Thời gian | Ghi chú |
| ---- | --- | --------- | ------- |
| 1    | Indonesia (INA) · Jamaluddin Jamaluddin · Iswandi · Agus Budi Aji · Anang Mulyana · Edwin Ginanjarrudiana · Mochamad Alidartalakiki · Muhad Yakin · Ihram Ihram · Jarudin                                                             | 5:59.88   |         |
| 2    | Thái Lan (THA) · Channarong Pholkaew · Panupan Paisanwan · Yothin Kritkangnok · Poonlap Maigerd · Chaichana Thakum · Somporn Mueangkhot · Nuttapong Sangpomcharee · Jaruwat Saensuk · Weerawat Srichai                                | 6:00.60   |         |
| 3    | Việt Nam (VIE) · Nguyễn Văn Sơn · Nguyễn Văn Chương · Đặng Minh Huy · Đặng Văn Tuấn · Trần Đăng Dũng · Nguyễn Văn Thuỳ · Phạm Minh Chính · Nguyễn Văn Linh · Nguyễn Văn Bình                                                          | 6:12.26   |         |
| 4    | Myanmar (MYA) · Soe Nyi Nyi · Ye Lwin · Wai Yan Tun · Nay Lin Oo · Aung Myat Thu · Nay Myo Say · Aye Ko · Thet Naing Soe · Tin Maung Oo                                                                                               | 6:17.33   |         |
| 5    | Malaysia (MAS) · Muhammad Faris Abdullah · Muhammad Faiz Abdullah · Muhammad Nur Afiq Johari · Ahmad Huzaifah Ahmad Izuddin · Mohd Rizal Helmy Anuar · Muhammad Rasul Zahiri · Mazlie Daham · Muhammad Aiman Aziz · Mohd Harith Yahya | 6:25.03   |         |

#### Thuyền đôi hạng nhẹ
Tất cả thời gian đều theo Giờ chuẩn Myanmar (UTC+06:30)
| Ngày                           | Giờ   | Vòng      |
| ------------------------------ | ----- | --------- |
| chủ Nhật, 15 tháng 12 năm 2013 | 10:15 | Vòng loại |
| thứ Ba, 17 tháng 12 năm 2013   | 10:30 | Chung kết |

##### Vòng sơ loại
- Vòng loại: 1–6 → Chung kết (FA)

| Hạng | Vận động viên                                                               | Thời gian | Ghi chú |
| ---- | --------------------------------------------------------------------------- | --------- | ------- |
| 1    | Myanmar (MYA) · Saw Wai Hlam · Myint San                                    | 7:08.34   | FA      |
| 2    | Indonesia (INA) · Arief · Thomas Hallatu                                    | 7:11.12   | FA      |
| 3    | Việt Nam (VIE) · Đường Thanh Bình · Nguyễn Đình Huy                         | 7:11.12   | FA      |
| 4    | Philippines (PHI) · Roque Jr Abala · Alvin Amposta                          | 7:18.42   | FA      |
| 5    | Malaysia (MAS) · Syed Muhammad Iskandar Syed Abdul Fattah · Abdul Hadi Omar | 7:27.34   | FA      |
| 6    | Thái Lan (THA) · Jetsada Arwut · Jetsada Boonmanee                          | 7:27.99   | FA      |

##### Chung kết
| Hạng | Vận động viên                                                               | Thời gian | Ghi chú |
| ---- | --------------------------------------------------------------------------- | --------- | ------- |
| 1    | Indonesia (INA) · Arief · Thomas Hallatu                                    | 7:07.92   |         |
| 2    | Philippines (PHI) · Roque Jr Abala · Alvin Amposta                          | 7:09.53   |         |
| 3    | Việt Nam (VIE) · Đường Thanh Bình · Nguyễn Đình Huy                         | 7:10.09   |         |
| 4    | Myanmar (MYA) · Saw Wai Hlam · Myint San                                    | 7:15.49   |         |
| 5    | Thái Lan (THA) · Jetsada Arwut · Jetsada Boonmanee                          | 7:37.10   |         |
| 6    | Malaysia (MAS) · Syed Muhammad Iskandar Syed Abdul Fattah · Abdul Hadi Omar | 8:16.78   |         |

#### Thuyền bốn hạng nhẹ không có người cầm lái
Tất cả thời gian đều theo Giờ chuẩn Myanmar (UTC+06:30)
| Ngày                          | Giờ   | Vòng      |
| ----------------------------- | ----- | --------- |
| thứ Bảy, 14 tháng 12 năm 2013 | 11:00 | Vòng loại |
| thứ Hai, 16 tháng 12 năm 2013 | 12:00 | Chung kết |

##### Vòng sơ loại
- Vòng loại: 1–6 → Chung kết (FA)

| Hạng | Vận động viên                                                                                                 | Thời gian | Ghi chú |
| ---- | --- | --------- | ------- |
| 1    | Thái Lan (THA) · Yothin Kritkangnok · Jaruwat Saensuk · Channarong Pholkaew · Somporn Mueangkhot              | 6:36.69   | FA      |
| 2    | Myanmar (MYA) · Thet Naing Soe · Aye Ko · Saw Wai Hlam · Myint San                                            | 6:39.54   | FA      |
| 3    | Việt Nam (VIE) · Đường Thanh Bình · Nguyễn Đình Huy · Phạm Minh Chính · Nguyễn Văn Linh                       | 6:41.59   | FA      |
| 4    | Philippines (PHI) · Edgar Ilas · Alvin Amposta · Roque Jr Abala · Benjamin Jr Tolentino                       | 6:43.67   | FA      |
| 5    | Indonesia (INA) · Jamaluddin Jamaluddin · Mochamad Alidartalakiki · Arief · Thomas Hallatu                    | 6:45.07   | FA      |
| 6    | Malaysia (MAS) · Muhammad Nur Afiq Johari · Ahmad Huzaifah Ahmad Izuddin · Mazlie Daham · Muhammad Aiman Aziz | 6:47.37   | FA      |

##### Chung kết
| Hạng | Vận động viên                                                                                                 | Thời gian | Ghi chú |
| ---- | --- | --------- | ------- |
| 1    | Indonesia (INA) · Jamaluddin Jamaluddin · Mochamad Alidartalakiki · Arief · Thomas Hallatu                    | 6:49.98   |         |
| 2    | Việt Nam (VIE) · Đường Thanh Bình · Nguyễn Đình Huy · Phạm Minh Chính · Nguyễn Văn Linh                       | 6:51.51   |         |
| 3    | Thái Lan (THA) · Yothin Kritkangnok · Jaruwat Saensuk · Channarong Pholkaew · Somporn Mueangkhot              | 6:52.19   |         |
| 4    | Philippines (PHI) · Edgar Ilas · Alvin Amposta · Roque Jr Abala · Benjamin Jr Tolentino                       | 7:01.60   |         |
| 5    | Myanmar (MYA) · Thet Naing Soe · Aye Ko · Saw Wai Hlam · Myint San                                            | 7:12.83   |         |
| 6    | Malaysia (MAS) · Muhammad Nur Afiq Johari · Ahmad Huzaifah Ahmad Izuddin · Mazlie Daham · Muhammad Aiman Aziz | 7:31.13   |         |

### Nữ

#### Thuyền đơn
Tất cả thời gian đều theo Giờ chuẩn Myanmar (UTC+06:30)
| Ngày                           | Giờ   | Vòng      |
| ------------------------------ | ----- | --------- |
| chủ Nhật, 15 tháng 12 năm 2013 | 10:00 | Vòng loại |
| thứ Ba, 17 tháng 12 năm 2013   | 10:00 | Chung kết |

##### Vòng sơ loại
- Vòng loại: 1–6 → Chung kết (FA)

| Hạng | Vận động viên                         | Thời gian | Ghi chú |
| ---- | ------------------------------------- | --------- | ------- |
| 1    | Saiyidah Aisyah Mohamed Rafa'ee (SIN) | 8:06.27   | FA      |
| 2    | Phuttharaksa Neegree (THA)            | 8:14.52   | FA      |
| 3    | Tạ Thanh Huyền (VIE)                  | 8:19.45   | FA      |
| 4    | Maryam Makdalena Daimoi (INA)         | 8:21.91   | FA      |
| 5    | Shwe Zin Latt (MYA)                   | 8:33.19   | FA      |

##### Chung kết
| Hạng | Vận động viên                         | Thời gian | Ghi chú |
| ---- | ------------------------------------- | --------- | ------- |
| 1    | Saiyidah Aisyah Mohamed Rafa'ee (SIN) | 8:08.94   |         |
| 2    | Maryam Makdalena Daimoi (INA)         | 8:10.47   |         |
| 3    | Shwe Zin Latt (MYA)                   | 8:14.85   |         |
| 4    | Phuttharaksa Neegree (THA)            | 8:17.39   |         |
| 5    | Tạ Thanh Huyền (VIE)                  | 8:45.08   |         |

#### Thuyền đôi
Tất cả thời gian đều theo Giờ chuẩn Myanmar (UTC+06:30)
| Ngày                          | Giờ   | Vòng      |
| ----------------------------- | ----- | --------- |
| thứ Bảy, 14 tháng 12 năm 2013 | 10:15 | Vòng loại |
| thứ Hai, 16 tháng 12 năm 2013 | 10:30 | Chung kết |

##### Vòng sơ loại
- Vòng loại: 1–6 → Chung kết (FA)

| Hạng | Vận động viên                                                        | Thời gian | Ghi chú |
| ---- | -------------------------------------------------------------------- | --------- | ------- |
| 1    | Myanmar (MYA) · Than Than Nwe · Shwe Zin Latt                        | 7:38.53   | FA      |
| 2    | Việt Nam (VIE) · Phạm Thị Thảo · Phạm Thị Hài                        | 7:48.20   | FA      |
| 3    | Indonesia (INA) · Wahyuni Wahyuni · Maryam Makdalena Daimoi          | 7:52.40   | FA      |
| 4    | Thái Lan (THA) · Suphisara Phangkra Thokthada · Anita Mindra Whiskin | 8:01.02   | FA      |
| 5    | Malaysia (MAS) · Eleonie Rikan Marten · Norshazlin Che Adnan         | 8:47.05   | FA      |

##### Chung kết
| Hạng | Vận động viên                                                        | Thời gian | Ghi chú |
| ---- | -------------------------------------------------------------------- | --------- | ------- |
| 1    | Indonesia (INA) · Wahyuni Wahyuni · Maryam Makdalena Daimoi          | 7:46.42   |         |
| 2    | Việt Nam (VIE) · Phạm Thị Thảo · Phạm Thị Hài                        | 7:47.92   |         |
| 3    | Myanmar (MYA) · Than Than Nwe · Shwe Zin Latt                        | 7:50.88   |         |
| 4    | Thái Lan (THA) · Suphisara Phangkra Thokthada · Anita Mindra Whiskin | 8:01.77   |         |
| 5    | Malaysia (MAS) · Eleonie Rikan Marten · Norshazlin Che Adnan         | 9:01.34   |         |

#### Thuyền đôi hạng nhẹ
Tất cả thời gian đều theo Giờ chuẩn Myanmar (UTC+06:30)
| Ngày                          | Giờ   | Vòng      |
| ----------------------------- | ----- | --------- |
| thứ Bảy, 14 tháng 12 năm 2013 | 10:45 | Vòng loại |
| thứ Hai, 16 tháng 12 năm 2013 | 11:30 | Chung kết |

##### Vòng sơ loại
- Vòng loại: 1–6 → Chung kết (FA)

| Hạng | Vận động viên                                               | Thời gian | Ghi chú |
| ---- | ----------------------------------------------------------- | --------- | ------- |
| 1    | Việt Nam (VIE) · Lê Thị An · Trần Thị Sâm                   | 7:57.01   | FA      |
| 2    | Myanmar (MYA) · Chaw Su · Ni Lar Win                        | 8:06.31   | FA      |
| 3    | Indonesia (INA) · Susanti Susanti · Wa Ode Fitri Rahmanjani | 8:15.50   | FA      |
| 4    | Thái Lan (THA) · Wilailuk Kanthiya · Nichakul Nukooltham    | 8:50.17   | FA      |
| 5    | Malaysia (MAS) · Fatin Nur Ain Ramli · Yeni Ermita Daswir   | 9:06.03   | FA      |

##### Chung kết
| Hạng | Vận động viên                                               | Thời gian | Ghi chú |
| ---- | ----------------------------------------------------------- | --------- | ------- |
| 1    | Việt Nam (VIE) · Lê Thị An · Trần Thị Sâm                   | 8:02.96   |         |
| 2    | Myanmar (MYA) · Chaw Su · Ni Lar Win                        | 8:12.41   |         |
| 3    | Indonesia (INA) · Susanti Susanti · Wa Ode Fitri Rahmanjani | 8:34.73   |         |
| 4    | Thái Lan (THA) · Wilailuk Kanthiya · Nichakul Nukooltham    | 9:01.22   |         |
| 5    | Malaysia (MAS) · Fatin Nur Ain Ramli · Yeni Ermita Daswir   | 9:32.72   |         |

#### Thuyền bốn hạng nhẹ không có người cầm lái
Tất cả thời gian đều theo Giờ chuẩn Myanmar (UTC+06:30)
| Ngày                           | Giờ   | Vòng      |
| ------------------------------ | ----- | --------- |
| chủ Nhật, 15 tháng 12 năm 2013 | 10:30 | Vòng loại |
| thứ Ba, 17 tháng 12 năm 2013   | 11:00 | Chung kết |

##### Vòng sơ loại
- Vòng loại: 1–6 → Chung kết (FA)

| Hạng | Vận động viên                                                                                              | Thời gian | Ghi chú |
| ---- | --- | --------- | ------- |
| 1    | Việt Nam (VIE) · Bùi Thị Nhất · Nguyễn Thị Trinh · Trần Thị Sâm · Phạm Thị Thảo                            | 7:07.95   | FA      |
| 2    | Indonesia (INA) · Ratna · Yayah Rokayah · Syifa Lisdiana · Yuniarty                                        | 7:16.25   | FA      |
| 3    | Myanmar (MYA) · Chaw Su} · Aye Thu Zar · Than Than Nwe · Ni Lar Win                                        | 7:23.60   | FA      |
| 4    | Thái Lan (THA) · Krittiya Harirak · Matinee Raruen · Suphisara Phangkra Thokthada · Laksoongnoen Sawittree | 7:36.67   | FA      |
| 5    | Malaysia (MAS) · Kashifah Mohiddin · Siti Aishah Abd Rahman · Fatin Nur Ain Ramli · Yeni Ermita Daswir     | 7:54.75   | FA      |

##### Chung kết
| Hạng | Vận động viên                                                                                              | Thời gian | Ghi chú |
| ---- | --- | --------- | ------- |
| 1    | Myanmar (MYA) · Chaw Su} · Aye Thu Zar · Than Than Nwe · Ni Lar Win                                        | 7:07.45   |         |
| 2    | Việt Nam (VIE) · Bùi Thị Nhất · Nguyễn Thị Trinh · Trần Thị Sâm · Phạm Thị Thảo                            | 7:09.53   |         |
| 3    | Indonesia (INA) · Ratna · Yayah Rokayah · Syifa Lisdiana · Yuniarty                                        | 7:16.55   |         |
| 4    | Thái Lan (THA) · Krittiya Harirak · Matinee Raruen · Suphisara Phangkra Thokthada · Laksoongnoen Sawittree | 7:19.44   |         |
| 5    | Malaysia (MAS) · Kashifah Mohiddin · Siti Aishah Abd Rahman · Fatin Nur Ain Ramli · Yeni Ermita Daswir     | 7:57.08   |         |